# Ultimate Comics: X
Ultimate Comics: X è una miniserie della Marvel Comics scritta da Jeph Loeb e disegnata da Arthur Adams, inizialmente concepita come una serie bimestrale.
La storia riprende le vicende di alcuni mutanti al seguito degli eventi di Ultimatum e fa quasi da testa di ponte con il successivo rilancio della testata Ultimate degli X-Men.
Infatti sarebbe dovuta essere pubblicata a mesi alterni insieme a Ultimate Comic: New Ultimates sempre di Loeb ma a causa di numerosi rinvii, è stata trasformata in una miniserie di cinque numeri.

## Origini
In questi cinque capitoli si racconta di quattro mutanti e del gruppo che insieme ad un quinto elemento apparentemente estraneo alla causa mutante da loro fondato per volontà di un alleato inatteso. Costoro si chiamano Jim Hudson, Karen Grant, Derek Morgan e Liz Allen.
Il quinto componente della squadra, che verrà nominata Ultimate X, è Bruce Banner.
L'alleato che li supporterà e supervisionerà è Nick Fury, "Perché è la cosa giusta da fare".
I cinque capitoli ha come narratore esterno una persona diversa di volta in volta: il primo ha James Hudson Sr, il padre di Jimmy. Il secondo Dave, una guardia giurata di Baltimora, il ragazzo di Karen. Il terzo è Joe Morgan un agente di polizia di Chicago, fratello di Derek. Il quarto è la madre di Liz Allen. Il quinto è lo stesso Nick Fury.

### Figlio di suo padre
Per sedici anni Jimmy ha sempre vissuto a Port Saint Lucie in Florida insieme ai suoi genitori James, sceriffo della contea, e Heater Hudson, che lavora in una stazione radiofonica locale con un suo programma personale, conducendo una vita piuttosto tranquilla, intervallata da qualche guaio derivato dal suo carattere sfrontato.
Un giorno a causa di una gara clandestina in macchina finita male, Jimmy scopre di possedere dei "poteri", un fattore di guarigione che gli ha guarito le ferite riportate dall'incidente: scopre di poter essere un mutante.
La scoperta avviene dopo l'attentato di Magneto e vi è una mutantofobia diffusa, rafforzata anche da leggi governative discriminatorie nei confronti dei mutanti. Il clima non è quindi dei migliori per i possessori del gene x.
Nello stesso frangente gli fa visita Kitty Pryde, ex allieva della scuola di Charles Xavier, per adempiere ad un incarico che gli era stato richiesto di portare a termine: consegnare uno scrigno di ricordi a Jimmy dal suo vero padre, il mutante canadese Wolverine.
Il ragazzo scioccato trova vari oggetti come le piastrine militari di suo padre e un proiettore olografico in cui è contenuto un lascito di Logan al figlio, che lo invita a non pensare a ciò che è stato ma a ciò che sarà e alle decisioni che dovrà prendere da quel momento in poi, ma soprattutto che nonostante tutto non ha mai rimpianto un minuto di avergli dato la vita.
Di fronte alla confusione del ragazzo, Kitty gli spiega anche lui è un mutante e per certo ha ereditato le capacità del padre e lo incoraggia a provarle. Jimmy si concentra e dolorosamente sei artigli ossei fuoriescono dalle sue mani in un lago di sangue. Ma il dolore è subito passato e all'improvviso essi si ricoprono di metallo organico.
Jim è ora consapevole di essere realmente il figlio di Wolverine. Il mutante infatti lo affidò anni fa proprio agli Hudson, una coppia di suoi carissimi amici, perché lo crescessero lontano dal mondo in un cui lui era immerso; li aveva scelti perché aveva bisogno di qualcuno di cui potersi fidare e James Hudson, sceriffo della contea ed ex commilitone di Logan durante la prima guerra del Golfo, lo era, come del resto sua moglie Heater, che era stato proprio lui a fare incontrare. I due allevarono Jimmy come fosse loro, ma ora che i suoi poteri si sono rivelati tutto è cambiato.
Quest'evento ha lo stesso peso che avrebbe un uragano se si abbattesse sulla città.

### Chi è Karen Grant?
A Baltimora, in Maryland, vive da alcuni anni una ragazza slanciata, schiva e riservata, dai lunghi capelli mori, chiamata Karen Grant. Lavora presso un negozio di abbigliamento all'interno di un centro commerciale, il Cherry Square.
Fidanzata con Dave, una guardia giurata del Centro, ha sempre avuto un atteggiamento piuttosto compito, una di quelle persone che se non hanno niente da dire preferiscono il silenzio; a parte una volta quando un uomo in un Coffee, Bean, disse che l'onda di Magneto era stato un atto di Dio contro i malvagi. In quell'occasione, un appuntamento con Dave, questi pensò che fosse sul punto di afferrare l'uomo e sbatterlo contro la vetrata. A parte questo aveva sempre avuto una routine serrata, casa, lavoro, casa, lavoro. L'unica eccezione era stato il mettersi proprio con Dave, dopo un lungo corteggiamento.
Un giorno Dave decide, dopo due anni di fidanzamento, di chiederle di sposarla e lo avrebbe fatto dopo la fine del turno al lavoro. In quello stesso giorno tra l'altro Karen viene premiata come migliore impiegata del mese e le altre commesse decisero quindi di farle una piccola festa. In questa occasione Karen scopre che Dave in passato le aveva scattato una foto e l'aveva messa su Facebook. E questo la fa infuriare perché era esattamente ciò che gli aveva detto di non fare mai. E l'uomo non ne capisce il motivo.
Depressa ad un tavolo del Centro, Karen si domanda come abbia fatto ad essere così stupida. All'improvviso una ragazza le si avvicina e lei la riconosce subito: è Rogue, una mutante studentessa in passato della Xavier School. Karen la abbraccia subito di getto, felice come non mai.
Infatti Karen non è chi dice di essere. Lei è in realtà Jean Grey, ex-membro degli X-Men originali e telepate di altissimo livello. Dopo i fatti di Ultimatum, spinta dai rimorsi per non essere stata in grado di impedire tutte quelle morti, tormentata dal loro ricordo, decise di auto-esiliarsi creandosi una nuova identità e grazie ai suoi poteri mentali, una nuova vita fittizia, lontano da tutto ciò che potesse ricordarle il suo passato. Non era a Baltimora da anni ma solo da un paio di mesi, non voleva essere fotografata proprio per impedire che qualcuno la potesse riconoscere o rintracciare.
Dopo il caloroso incontro, la giovane mutante in realtà rivela di non essere la vecchia amica di Jean ma bensì Mystica, la mutaforma della Confraternita dei Mutanti. Non riuscendo a bloccarla telepaticamente Jean minaccia di usare la telecinesi ma la rossa le fa notare che non è sola: Sabertooth è con lei nel Centro e potrebbe rivelarsi particolarmente feroce se non fa quello che le verrà detto.
Ricattata, Jean li segue verso l'uscita ma proprio poco fuori dall'edificio Dave interviene non vedendo di buon occhio i due "accompagnatori". E li scatta la tragedia: Victor gli sventra lo stomaco con un'artigliata, abbattendolo. In preda alla rabbia, Jean scaraventa il gigante contro un pullman e intima ai due criminali che non sarebbero mai dovuti venire a cercarla. Proclama che si era guadagnata il diritto di essere lasciata in pace, mentre un paio di macchine si schiantano contro il già colpito Sabertooth, causando un incendio.
Nei suoi ultimi attimi Jean racconta la verità telepaticamente a Dave e copre tutto l'accaduto influenzando le menti dei testimoni sostituendo la sua presenza e quella degli altri due mutanti con il finto ricordo di un aggressore che accoltella Dave e nel fuggire causa l'incidente.
Jean torna a casa con l'idea di dileguarsi, quando scopre che dentro la sua cucina si nasconde un ragazzino che si presenta come Jimmy Hudson, e che conosceva suo padre, Wolverine.
La voce narrante di Dave, che racconta quindi il suo ultimo giorno di vita, si augura in chiusura dell'accaduto che Karen, Jean "Ovunque vada, possa essere felice e al sicuro... che possa un giorno vivere in un mondo dove finalmente possa essere ricordata..."

### Chi o cos'è Derek Morgan?
A Chicago opera da un po' di tempo un misterioso essere che si adopera in atti di vigilantismo notturni. In pochi lo hanno visto all'opera ma inizia a diffondersi la voce del "Guardiano che protegge le strade della città".
L'ultima persona che ha soccorso è stato la figlia del Sindaco della città in una buia e piovosa notte. La ragazza si era avventurata in un quartiere poco per bene e aveva incontrato un balordo che la voleva rapinare. Il Guardiano è intervenuto trasportando via in volo il criminale e lasciando la ragazza in stato di shock; in quello stesso momento anche la pattuglia degli agenti Jaurez e Morgan interviene. Il primo si occupa di soccorrere la poveretta mentre la seconda si getta all'inseguimento del vigilante.
Riesce a ritrovarlo sul tetto di una palazzina mentre sorregge per una gamba l'ormai inerme (e a sua volta derubato) balordo e si rende conto di chi sia in realtà: è un mutante, un mutante alato molto simile ad un rapace. Il mutante la stende e se ne va. Poco dopo è raggiunta dal suo collega e da altri, e gli rivela di aver capito cosa fosse. In tutta risposta Joe Morgan le dice che non sa cosa esattamente scriveranno nel rapporto.
Il cosiddetto Guardiano non è altri che Derek Morgan, scapestrato fratello minore dell'agente di polizia, con cui condivide la casa insieme alla di lui compagna incinta, Lynn. Derek sfrutta il suo potere, nonostante il male che gli provoca ogni volta ritrarre le enormi ali, oltre che per aiutare il prossimo lo fa anche per racimolare qualche soldo dai ladruncoli come quello che ha assalito la figlia del sindaco, per partecipare attivamente alle spese della famiglia, che non naviga proprio in buone acque. Il fatto che non sappia da dove provengano i soldi in questione fa preoccupare il fratello maggiore e ciò crea continui attriti. Fatto che stona con il carattere che Derek mostra di possedere nel resto del tempo soprattutto nei confronti della cognata, con cui è premuroso. In una chiacchierata con lei però intuisce che il suo segreto sta per venire scoperto, anche se non in senso letterale: la donna pensa che il ragazzo si dia al taccheggio, ai furtarelli come era capitato a lei quando era ai tempi del college. Gli ricorda che suo fratello è un brav'uomo e che prima o poi scoprirà qualsiasi segreto lui tenga.
Nel frattempo giungono in città Jean Grey (che si ostina a farsi chiamare Karen Grant) e Jimmy Hudson. La telepate nonostante non sia entusiasta e si mantenga su posizioni strettamente professionali, neanche di amicizia, con il ragazzo, ha capito dai fatti che le sono capitati ultimamente che non può nascondersi per sempre e che anzi deve fare qualcosa per la sua comunità.
In seguito alla chiacchierata con Lynn Derek decide di parlare con il fratello e lo fa nel modo più disperato e incosciente possibile: di notte si getta sulla pattuglia appostata in cui si trova Joe e lo afferra al volo.
Mentre sono ancora in volo Derek gli dice tutto, che fa quello che fa perché vuole essere come lui e il loro defunto padre, un buon poliziotto rimasto vittima di uno scontro a fuoco. Quando l'uomo si riprende dallo spaesamento e lo riconosce il suo primo pensiero va alla sua famiglia e il secondo al pensiero di arrestare Derek per evitare che la situazione precipiti a causa della legge (che prevedeva o la costituzione o l'abbattimento dei mutanti riottosi) che nel caso specifico del Guardiano si era pure inasprita senza che fosse confermata la sua natura o meno.
Joe punta la pistola contro Derek che reagisce male. Parte un colpo ed entrambi precipitano nel fiume sottostante. Fortunatamente Karen e Jimmy hanno seguito grazie alla telepatia tutta la vicenda e intervengono. Il ragazzo salva il mutante ferito e la donna sonda la mente di Joe. Dopo una breve riunione nelle fogne Derek decide di unirsi ai due e di optare di modificare i ricordi del fratello, che era ancora dell'idea di consegnarlo allo S.H.I.E.L.D per far risolvere a loro la questione.
Così, lasciato credere alla sua famiglia che abbia trovato lavoro in un campo edile a Cincinnati, Derek segue i suoi due nuovi compagni verso il loro prossimo obbiettivo che si trova a Disneyland.

### Che cos'è successo a Liz Allen?
Liz Allen è una mutante. Conosciuta un tempo come Firestar, faceva parte degli X-Men e fino ai fatti di New York viveva con loro presso la Xavier School.
Era entrata a far parte del gruppo dopo una notte rocambolesca in cui ogni verità che le era stata nascosta venne a galla: prima tra tutte che il suo vero padre era il terrorista mutante Blob che fino a quel giorno lei aveva sempre pensato fosse solo lo "zio Frank". Dopo che Blob morì durante l'attacco di Magneto, lei e sua madre decisero che si sarebbero trasferite altrove quando ottennero una possibilità: il mutante aveva sottoscritto una assicurazione sulla vita che avrebbe concesso loro un ricco premio se in cambio si fossero prese cura dell'altro figlio illegittimo del suddetto mutante, Theodore, che al contrario di Liz non aveva mai conosciuto sua madre e che era sempre vissuto in orfanotrofi.
Alla fine lo trovarono e si trasferirono a Costa Verde nella Contea di Orange, California (terra d'origine della madre di Liz, anche se lei era cresciuta a Palmdale) in una bella villa e i due ragazzi avrebbero frequentato il liceo di Costa Verde come due studenti qualsiasi. Liz non fece fatica ad integrarsi, mentre Teddy, che era una copia adolescenziale del genitore, non ci mise molto ad iniziare a frequentare cattive compagnie. La situazione non era certo delle migliori anche perché Liz non riusciva a sopportare la sua presenza, forse perché le ricordava costantemente chi fosse in realtà, le ricordava suo padre.
Il tempo passò inesorabile fino al giorno in cui Karen e i suoi due compagni dovettero intervenire: Liz e Teddy si erano infatti ritrovati in una brutta situazione dopo che un amico del ragazzo aveva estratto in mensa una pistola per intimidire e "cercare il rispetto" degli altri, e nel farlo uccise il vicepreside Dylan Diller che aveva cercato di riportare alla ragione il ragazzo. Teddy cercò a quel punto di fermare il ragazzo non volendogli permettere di compiere altre vittime e per questo ricevette un colpo anche lui. Solo che non gli fece niente. Theodore Allen aveva sviluppato insieme al fisico anche i poteri del padre e questi lo rendevano invulnerabile a colpi come quelli delle armi da fuoco.
La situazione si fece paradossale: tutti capirono che il ragazzo era un mutante e ne avevano paura, compreso quello armato di pistola che venne additato pure lui come mutante, Alle sue grida di non esserlo Liz rispose attivando i suoi e rivelandosi a tutti, domandando cosa ci fosse di male nell'esserlo. Dopo quest'ultima scoperta gli altri studenti andarono nel panico e la ragazza fece notare loro che temevano di più due mutanti che non avevano fatto loro alcun male, di un ragazzo armato di pistola che aveva ucciso una persona di fronte ai loro occhi; quest'ultimo disse agli studenti che avrebbe addirittura coperto loro la fuga mentre avrebbe trattenuto Liz e Teddy fino all'arrivo della polizia, che era già sul posto a causa del giovane assassino,
Firestar a quel punto toccò la pistola del ragazzo generando un'esplosione che scatenò un incendio nell'edificio. Proprio mentre i due fratelli erano sul punto di allontanarsi Karen comparve, offrendogli di unirsi a loro. Liz si mostra titubante e pensando che ce l'avrebbero potuta fare anche da soli. Ad aggiunger ulteriore attrito, comparve Quicksilver, figlio di Magneto, ex membro degli Ultimates, Anche lui come Karen stava radunando mutanti, e come lei gli fece un'offerta alternativa.
Liz alla fine scelse di seguire Karen, mentre Teddy preferì seguire Pietro; di fronte alla turbata sorella, il ragazzo non poté farle notare che fino a poco prima anche lei era tra le persone che non lo consideravano, che lo ritenevano disgustoso. Quindi perché doveva sentirsi in dovere di seguirla?
Alla fine i due fratelli seguirono due strade separate, lasciandosi alle spalle una questione non risolta, una discrepanza non sanata.

### Cos'è Ultimate X?
In New Jersey, luogo scelto come base momentanea del gruppo, Jimmy Hudson, uscito di nascosto per comprare della birra, subisce un attacco da parte di Sabertooth.
Il bestiale mutante infatti odiava tremendamente il padre di Jimmy e voleva ucciderlo con tutto se stesso ma non riuscì a farlo. Così venuto a sapere che la sua progenie era molto simile a lui, decise che avrebbe preso la sua vita. Gli attacchi di Sabertooth sono brutali e ricoprono il corpo del giovane di ferite e sangue, e nonostante Jimmy riesca a sfigurargli il viso con un'artigliata, sembra che il suo destino sia segnato: la nemesi di Logan nonostante non veda in Jimmy un valido avversario (sostiene che non assomiglia nemmeno lontanamente a suo padre nemmeno nei giorni peggiori) decide che non vale la pena aspettare che lui "cresca", e sta per sferrargli il colpo di grazia quando all'improvviso, in un colpo di vento, il mutante scompare lasciando Jimmy in un lago di sangue.
L'accaduto getta scompiglio nel gruppetto: Liz va nel panico, Derek vorrebbe dare la caccia a Sabertooth, Karen cerca di curare Jimmy come può, dato che il suo fattore di guarigione non sembra funzionare come dovrebbe, e nel contempo di tenere a bada sia l'una che l'altro. Ritiene che un attacco diretto per così come sono adesso non risulterebbe efficace dato che Sabertooth può contare sia su Mystica che Pietro. Però ha un'idea su come porre rimedio alla cosa.
Tempo dopo in un bar di Brooklyn Sabertooth cerca di annegare i dispiaceri nell'alcool quando Bruce Banner, trasformato in Hulk, lo scaraventa fuori dal bar attraverso la vetrata. Il gigante grigio gli si scaglia di nuovo contro e lo colpisce con violenza sotto gli occhi, e le richieste telepatiche, di Karen. La donna è riuscita a trovare lo scienziato in una mensa per i senza-tetto nel Lower East Side di New York, e gli ha proposto un patto, un'alleanza reciproca, attraverso la quale forse potrebbe addirittura far rilucere nuovamente la sua immagine. Banner le rispose che comunque non poteva controllare Hulk a pieno e che era più interessato a come avesse fatto a trovarlo; gli rispose che ci avrebbe pensato lei e che se voleva quella informazione avrebbe dovuto svolgere prima un incarico per lei.
Dopo averlo atterrato Hulk chiede a Karen se dovesse continuare e lei gli rispose di sì. Sabertooth evita un ulteriore colpo perché Quicksilver interviene a suo favore ma stavolta Karen è presente e con la sua telecinesi lo blocca. Dopo questo tutte le parti in gioco scendono in campo e Karen chiede al velocista perché non ha indosso il casco di Magneto per bloccare i suoi poteri. Il fatto è che Pietro non cerca lo scontro, anzi ha sfruttato l'azione di Sabertooth, che aveva agito senza suo ordine, e la ovvia reazione che ne sarebbe scaturita per mostrarle quanto tutti loro siano vulnerabili in quel momento.
Non ha senso combattersi l'un l'altro, una guerra è già stata combattuta e sono rimasti in pochi. Karen gli intima che se uno dei suoi, o qualsiasi altro sotto la sua protezione, sarà ancora soggetto di loro attacchi, li ucciderà tutti. Pietro le rinfaccia di parlare in modo molto simile a suo padre Magneto. I due gruppi si separano nuovamente perché la donna capisce quanto le parole del velocista siano cariche di verità.
Dopo quello scontro, e la ripresa di Jimmy, Karen rispetta il patto con Banner e mostra a tutta la squadra il suo misterioso informatore: Nick Fury.
Il piano è molto semplice: il governo degli U.S.A. ha dichiarato l'atto di registrazione dei Mutanti che rende la loro intera razza latitante, inoltre vi sono molti altri pericoli per i loro simili. La risposta è quella di una squadra, o per meglio dire una non-squadra, un gruppo di agenti che con l'aiuto di Nick Fury intervenga quando gravi minacce si rivelino o si attuino, sia contro i mutanti sia contro gli umani. Una forza indipendente, che si auto-gestisce, auto-regola e che sarà attiva fin tanto che la politica anti-mutante non cambierà. Una forza che combatta per chi non possa farlo. Una forza giusta.
Ultimate X.
Una squadra che andrà dove ci sarà bisogno, per rimediare agli errori del passato e per costruire un futuro migliore.
Nella sua base a Wundagure nel frattempo anche Quicksilver è intenzionato a portare avanti la sua missione contro i nemici dei mutanti, e di fronte alle accuse della mancanza di potere per farlo, rivela che sua sorella Scarlet è viva e saprà renderli inarrestabili.

## Dopo la Morte di Spider-Man
In seguito alla morte di Peter Parker, Valerie Cooper, Commissario Speciale del Presidente agli affari superumani e mutanti, afferma in una conferenza stampa che i mutanti sono frutto di un esperimento sul genoma umano operati da un dipartimento del governo americano e canadese.
Al seguito di queste affermazioni, Jimmy Hudson decide di lasciare il gruppo per mettersi sulle tracce del passato di suo padre dato che lui era direttamente coinvolto in quanto "mutante zero".
Nonostante questo il gruppo decide comunque di mantenersi sotto l'egida di Fury e vengono spediti in missione presso la Repubblica del Sud-Est Asiatico in supporto a Occhio di Falco per cercare di risolvere un conflitto in atto; nella terra asiatica avviene lo sfaldamento di Ultimate X e il passaggio dei suoi membri alle forze ribelli (con l'eccezione di Hulk che viene bandito e ritorna al monastero tibetano dove già una volta aveva trovato pace) che li accolgono nella loro nuova nazione metaumana: Tian.